# 1363
| [ Edytuj tabelę ]                          |                                                             |
| Król Polski                                | - 1333 Kazimierz III Wielki 1370                            |
| Król Albanii                               | - 1332 Robert 1364                                          |
| Współksiążęta Andory                       | - 1362 Guillem Arnau i Patau 1364 - 1343 Gaston III 1391    |
| Król Anglii                                | - 1327 Edward III 1377                                      |
| Król Aragonii i Walencji, hrabia Barcelony | - 1336 Piotr IV Aragoński 1387                              |
| Władca Azteków                             | - 1325 Tenoch 1376                                          |
| Elektor Brandenburgii                      | - 1356 Ludwik VI Rzymianin 1365                             |
| Książę Bawarii                             | - 1347 Stefan II 1375                                       |
| Książę Burgundii                           | - 1361 interregnum 1364                                     |
| Cesarz Bizancjum                           | - 1355 Jan V Paleolog 1376                                  |
| Car Bułgarii                               | - 1331 Iwan Aleksander 1371 - 1356 Iwan Stracimir 1396      |
| Cesarz Chin                                | - 1333 Huizong 1368                                         |
| Król Cypru                                 | - 1359 Piotr I 1369                                         |
| Król Czech                                 | - 1346 Karol IV Luksemburski 1378                           |
| Król Danii                                 | - 1340 Waldemar Atterdag 1376                               |
| Władca Egiptu                              | - 1361 Al-Mansur Muhammad 1363 - 1363 Al-Aszraf Szaban 1377 |
| Cesarz Etiopii                             | - 1344 Nyuaje Krystos 1372                                  |
| Król Francji                               | - 1350 Jan II Dobry 1364                                    |
| Król Gruzji                                | - 1360 Bagrat V Wielki 1393                                 |
| Hrabia Holandii                            | - 1358 Albert 1404                                          |
| Cesarz Japonii                             | - 1339 Go-Murakami 1368                                     |
| Kalif                                      | - 1362 Al-Mutawakkil I 1383                                 |
| Król Kastylii i Leónu                      | - 1350 Piotr I Okrutny 1369                                 |
| Patriarcha Konstantynopola                 | - 1355 Kalikst I 1363                                       |
| Władca Korei                               | - 1351 Kongmin 1374                                         |
| Wielki książę litewski                     | - 1345 Olgierd 1377                                         |
| Cesarz Majapahitu                          | - 1350 Hajam Wuruk 1389                                     |
| Sułtan Maroka                              | - 1361 Muhammad III 1366                                    |
| Książę Mediolanu                           | - 1354 Galeazzo II 1378 - 1354 Bernabò 1385                 |
| Wielki książę moskiewski                   | - 1359 Dymitr Doński 1389                                   |
| Król Nawarry                               | - 1349 Karol II Zły 1387                                    |
| Król Norwegii                              | - 1343 Haakon VI Magnusson 1380                             |
| Elektor Palatynatu                         | - 1356 Ruprecht I 1390                                      |
| Papież                                     | - 1362 Urban V 1370                                         |
| Król Portugalii                            | - 1357 Piotr I 1367                                         |
| Cesarz Rzymski (niemiecki)                 | - 1346 Karol IV Luksemburski 1378                           |
| Kapitanowie Regenci San Marino             | - 1363 Giovanni di Bianco Nino di Simonino 1363             |
| Car Serbii                                 | - 1355 Stefan Urosz V Nijaki 1371                           |
| Elektor Saksonii                           | - 1356 Rudolf II Askańczyk 1370                             |
| Król Szkocji                               | - 1329 Dawid II Bruce 1371                                  |
| Król Szwecji                               | - 1319 Magnus Eriksson 1363 - 1362 Haakon VI Magnusson 1364 |
| Król Tajlandii                             | - 1350 Ramathibodi I 1369                                   |
| Sułtan Turków                              | - 1360 Murad I 1389                                         |
| Doża Wenecji                               | - 1361 Lorenzo Celsi 1365                                   |
| Król Węgier                                | - 1342 Ludwik Andegaweński 1382                             |
| Wielki mistrz zakonu krzyżackiego          | - 1351 Winrich von Kniprode 1382                            |

Rok 1363 / MCCCLXIII
stulecia: XIII wiek ~
XIV wiek ~
XV wiek

lata: 1353 «
1358 «
1359 «
1360 «
1361 «
1362 «
1363
» 1364
» 1365
» 1366
» 1367
» 1368
» 1373

## Wydarzenia w Polsce
- 23 lutego – lokacja miasta Biecza na prawie magdeburskim, przeprowadzona przez Kazimierza Wielkiego.
- 25 lutego – ślub Kazimierza Wielkiego z Jadwigą żagańską, córką Henryka V Żelaznego, księcia żagańskiego, który odbył się we Wschowie[potrzebny przypis].
- 21 maja – w Krakowie odbył się ślub króla Czech i cesarza rzymskiego Karola IV z wnuczką króla Kazimierza Wielkiego, Elżbietą pomorską.
- Przedecz otrzymał prawa miejskie.

## Wydarzenia na świecie
- 18 czerwca – Elżbieta Pomorska, czwarta żona Karola IV, została koronowana w Pradze na królową Czech.
- Poselstwo polskie w Awinionie przedstawiło papieżowi Urbanowi V prośby króla Kazimierza Wielkiego, a wśród nich postulat założenia w Krakowie uniwersytetu.

## Urodzili się
- 14 grudnia – Jan Gerson, w Szampanii wiosce Gerson (biskupstwo Reims), francuski wykładowca, reformator i poeta, pełnił funkcję kanclerza uniwersytetu paryskiego. Istotną rolę odegrał podczas soborów ekumenicznych w Pizie i Konstancji (zm. (1429)
- Małgorzata Bawarska, prawdopodobnie w Hadze, córka księcia Albrechta I i Małgorzaty, córki Ludwika I brzeskiego (zm. (1423)

## Zmarli
- 13 stycznia – Meinhard III w Meranie, książę Górnej Bawarii i hrabia Tyrolu (ur. 1344)
- Tenoch – kapłan i przywódca Azteków, pierwszy (mityczny) tlatoani (ur. 1299)